# Антарктика (фільм, 1983)
«Антарктика» (яп. 南極物語) — японський художній фільм 1983 року режисера Корейосі Курагари.

## Сюжет
У лютому 1958 року на японській арктичній станції Сьова відбувається заміна робочого персоналу. Криголам «Соя» (яп. 宗谷) застряг в кризі і людей збираються перевезти на борт літаком. Літня зміна персоналу, що готує станцію для зимових полярників, залишає п'ятнадцять їздових собак біля будівлі станції прив'язаними до ланцюгів з запасом їжі на кілька днів. Але, через погіршення погодних умов, учасники експедиції, які прибули на зимування, не змогли дістатися до станції і обидві зміни персоналу були змушені повернутися до Японії.
Вісьмо́м псам вдалося звільнитися від ланцюгів (Рікі, Анко, Шіро, Джакку, Дері, Кума, Таро і Джиро), а інші не змогли і загинули від голоду. Покинуті собаки були змушені виживати без людей цілий рік до наступної експедиції. 
Через одинадцять місяців, 14 січня 1959 року, Кітагава, один із кінологів першої експедиції, повертається з Третьою зимовою експедицією з бажанням поховати своїх улюблених собак. Він, разом з двома собаківниками Ушіодою та Очі, знаходить замерзлі трупи семи прикутих собак, але з подивом виявляє, що вісім інших зникли. На подив усіх, на базі їх тепло зустрічають собаки-брати Таро та Джиро, які виросли в Антарктиді.

## Ролі виконують
- Такакура Кен — Акіра Усіода
- Ватаце Цунехіко — Кеніро Очі
- Окада Едзі — Озава
- Масако Нацуме — Кейко Кітазава
- Огіноме Кейко — Асако Шімура

## Навколо фільму
- Фільм 1983 року «Антарктика» надихнув американського режисера Френка Маршала[en] на створення у 2006 році фільму «Білий полон», який висвітлює ті самі події.
- В Японії фільм досяг найбільшого фінансового успіху серед японських кінострічок. Рекорд протримався до 1997 року, поки його перевершив анімаційний фільм «Принцеса Мононоке» режисера Міядзакі Хаяо.
- У 2011 році був знятий телесеріал Антарктида про події з цією експедицією.[2]

## Доля Таро і Джиро

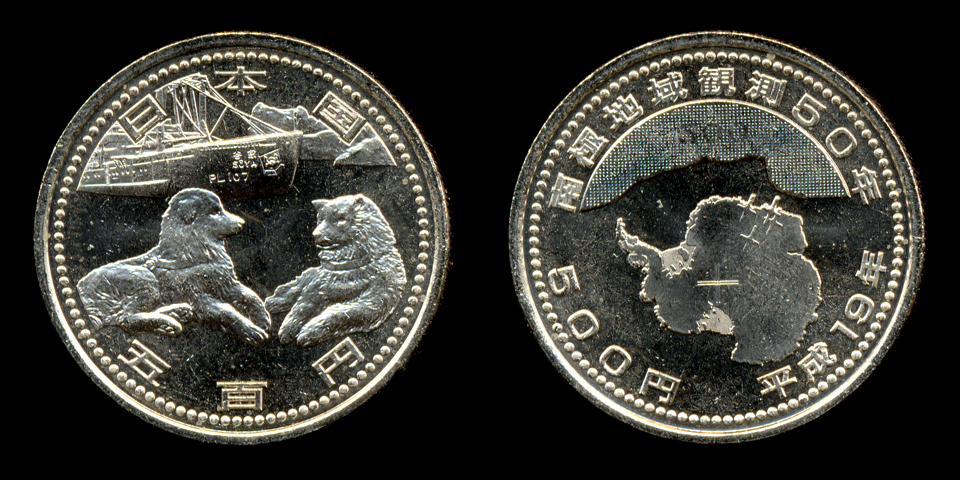
Таро і Джиро на монеті

Молодший пес Джиро загинув у віці чотирьох років під час п’ятої експедиції в липні 1960 року. Його тіло було перетворене на опудало і розміщене в Національному музеї природи та науки в Уено, Токіо. Старший пес Таро повернувся до університету в Хоккайдо, а помер у віці 15 років у 1970 році. Його тіло також було перетворене на опудало в університеті Хоккайдо.

## Нагороди
- 1984 Нагорода глядачів кінопремії «Майніті» (Японія):
  - за найкращу операторську роботу[en] — Акіра Шізука
  - приз глядацьких симпатій читачів журналу — Курагара Корейосі